# Histioea glaucozona
Histioea glaucozona är en fjärilsart som beskrevs av Druce 1898. Histioea glaucozona ingår i släktet Histioea och familjen björnspinnare. Inga underarter finns listade i Catalogue of Life.